# 徐志摩

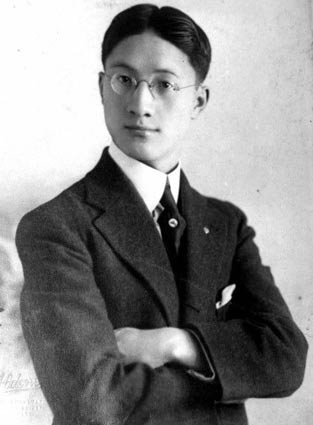
徐志摩

徐 志摩（じょ しま、1897年1月15日 - 1931年11月19日）は、中国の詩人・散文家で、「新月派」に属し、中国の詩の近代化に尽くした。

## 概要
浙江省杭州府海寧州の裕福な家庭に生まれ、1915年浙江省立第一中学校を卒業後、上海浸信会学院で学んだ。1916年、北洋大学の予科に入り法律を学び、法律学部が北京大学に吸収合併されるとそこでも学び、その後アメリカのクラーク大学とコロンビア大学で学んだ。
1921年からはイギリスに渡りケンブリッジ大学キングス・カレッジで学んだ時期、ロマン派の詩に傾倒し、いくつかの詩を中国語に訳したりした。1922年中国に帰り「新月社」を創設し、口語による詩作を行なって中国の詩の近代化に尽くした。1931年に飛行機事故で亡くなった。
徐志摩の有名な詩には「さらば、ケンブリッジよ」（《再別康橋》）があり 、2008年にはケンブリッジを流れるカム川（River Cam）のほとりにこの詩の最初の2行を記した大理石の石碑が建てられた。
1918年に張君勱・張公権の妹にあたる張幼儀と結婚し一子をもうけるが、イギリス留学中に林徽因と交際したことで夫婦関係が悪化し1922年に離婚。1926年に画家の陸小曼と再婚した。父の徐申如の従妹の徐禄は武侠小説を数多く物している金庸の母。

## 参照項目
- 中国文学#中華民国
- 文学革命
- 新月社